# ベメセトロン
ベメセトロン(Bemesetron, MDL-72222)は、5-HT3受容体のアンタゴニストとして作用する薬剤である。メトクロプラミドと匹敵する程の制吐薬としての作用を持つ。しかし、臨床使用されたことはなく、主な用途は、乱用薬物の活性における5-HT3受容体の関わりについての科学的研究における利用である。